# Matilde d'Asburgo-Teschen
Matilde Maria Aldegonda Alessandra d'Asburgo-Teschen (Vienna, 25 gennaio 1849 – Castello di Hetzendorf, 6 giugno 1867) è stata una principessa austriaca.
Era la seconda figlia femmina dell'arciduca Alberto d'Asburgo-Teschen, figlio dell'arciduca Carlo d'Asburgo-Teschen e della principessa Enrichetta di Nassau-Weilburg; sua madre era la principessa Ildegarda di Baviera, figlia del re Luigi I di Baviera e della consorte Teresa di Sassonia-Hildburghausen.

## Biografia

### Infanzia

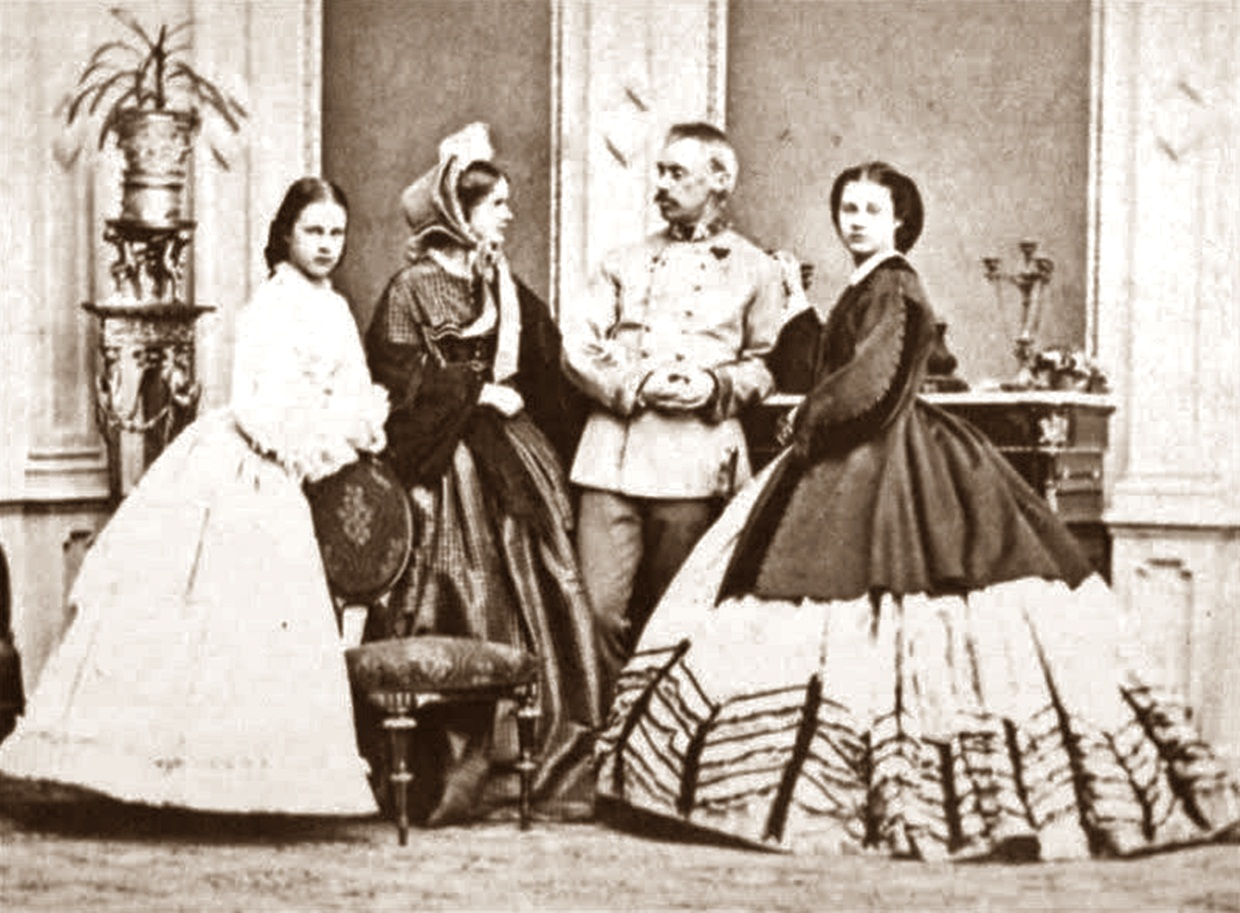
L'arciduca Alberto d'Asburgo-Teschen e la sua famiglia

I suoi nomi derivarono da quelli delle sorelle di sua madre, Matilde, granduchessa d'Assia (1813-1862) e Aldegonda, duchessa di Modena (1823-1914), e della principessa Alessandra di Baviera, con la quale Ildegarda aveva un forte legame. 
Matilde aveva due fratelli maggiori: Maria Teresa, che nel 1865 sposò il duca Filippo di Württemberg, e Carlo Alberto (1847-1848), che morì di vaiolo all'età di diciotto mesi.
Dopo la morte del padre, l'arciduca Carlo, l'arciduca Alberto ereditò nel 1847 il Castello di Weilburg a Baden bei Wien, che Carlo aveva fatto costruire per la moglie, la principessa Enrichetta di Nassau-Weilburg. Alberto e la sua famiglia erano soliti trascorrere le vacanze estive in quel luogo, dove l'arciduchessa Ildegarda trovava giovamento soprattutto dai bagni. Grazie alle sue opere di carità, ella era popolarmente chiamata Engelsherz (Cuore d'Angelo). Durante l'inverno la famiglia viveva a Vienna. Essa era molto intima della famiglia imperiale e l'imperatrice Elisabetta apprezzava molto la compagnia di sua cugina, l'arciduchessa Ildegarda.
Tra la cerchia di amici di Matilde c'era l'arciduchessa Maria Teresa, divenuta in seguito Regina di Baviera, che aveva la sua stessa età ed era la figliastra dell'arciduca Carlo Ferdinando, zio paterno di Matilde.
Un lontano cugino del ramo italiano degli Asburgo, l'arciduca Luigi Salvatore, s'innamorò di Matilde e tentò di sposarla, ma i due non si fidanzarono mai. Matilde era destinata a diventare Regina d'Italia, come moglie di Umberto di Savoia (1844-1900), al fine di migliorare i rapporti già tesi tra Austria-Ungheria e Italia.
Durante la sua permanenza a Monaco di Baviera per i funerali di suo fratello, il re Massimiliano II di Baviera, nel 1864, la madre di Matilde si ammalò di un'infiammazione ai polmoni con pleurite, e morì. Matilde aveva allora solo quindici anni.

### Morte

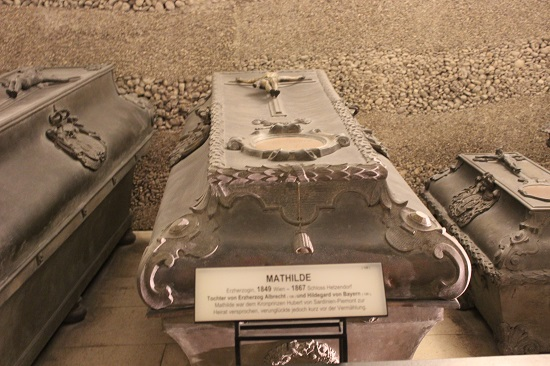
La tomba dell'arciduchessa Matilde nella Cripta Imperiale di Vienna

Matilde stessa morì tragicamente all'età di diciotto anni nel castello di Hetzendorf, la casa viennese dell'imperatrice Elisabetta, il 6 giugno 1867. L'Arciduchessa aveva indossato un abito di tulle per andare a teatro. Prima di avviarsi per assistere allo spettacolo, volle fumare una sigaretta, ma poco dopo il padre (o, secondo altri, l'istitutrice), che le aveva proibito di fumare, si avvicinò a lei, che nascose la sigaretta dietro al vestito. Immediatamente l'abito prese fuoco, avvolgendola completamente e provocandole ustioni di secondo e terzo grado. Secondo una versione leggermente diversa, la giovane avrebbe acceso una candela per sigillare una lettera, gettando poi inavvertitamente il fiammifero tra le pieghe del vestito.
L'arciduchessa Matilde è sepolta nella Cripta Imperiale, accanto a sua madre e al fratello Carlo Alberto.
La sua morte cambiò completamente l'assetto politico tra l'Italia e l'impero austroungarico, in quel momento e anche negli anni a venire, in quanto Vittorio Emanuele II era deciso a farle sposare il figlio Umberto I, per migliorare i rapporti incrinati con l'Austria-Ungheria a seguito delle guerre di indipendenza italiane. Umbertò sposò invece la cugina Margherita di Savoia.

## Ascendenza
|                                   |                           |                                            | Genitori                                                  |  |  | Nonni |  |  | Bisnonni                     |  |  | Trisnonni             |  |
|                                   |                           |                                            |                                                           |  |  |       |  |  | Leopoldo II d'Asburgo-Lorena |  |  | Francesco I di Lorena |  |
|                                   |                           |                                            |                                                           |  |  |       |  |  | Leopoldo II d'Asburgo-Lorena |  |  | Francesco I di Lorena |  |
|                                   |                           | Maria Teresa d'Austria                     |                                                           |  |  |       |  |  | Leopoldo II d'Asburgo-Lorena |  |  |                       |  |
| Carlo d'Asburgo-Teschen           |                           |                                            |                                                           |  |  |       |  |  | Leopoldo II d'Asburgo-Lorena |  |  |                       |  |
|                                   |                           | Maria Luisa di Borbone-Spagna (1745-1792)  | Carlo III di Spagna                                       |  |  |       |  |  |                              |  |  |                       |  |
|                                   |                           | Maria Luisa di Borbone-Spagna (1745-1792)  | Carlo III di Spagna                                       |  |  |       |  |  |                              |  |  |                       |  |
|                                   |                           | Maria Luisa di Borbone-Spagna (1745-1792)  | Maria Amalia di Sassonia                                  |  |  |       |  |  |                              |  |  |                       |  |
| Arciduca Alberto, Duca di Teschen |                           | Maria Luisa di Borbone-Spagna (1745-1792)  |                                                           |  |  |       |  |  |                              |  |  |                       |  |
|                                   |                           | Federico Guglielmo di Nassau-Weilburg      | Carlo Cristiano di Nassau-Weilburg                        |  |  |       |  |  |                              |  |  |                       |  |
|                                   |                           | Federico Guglielmo di Nassau-Weilburg      | Carlo Cristiano di Nassau-Weilburg                        |  |  |       |  |  |                              |  |  |                       |  |
|                                   |                           | Federico Guglielmo di Nassau-Weilburg      | Carolina d'Orange-Nassau                                  |  |  |       |  |  |                              |  |  |                       |  |
| Enrichetta di Nassau-Weilburg     |                           | Federico Guglielmo di Nassau-Weilburg      |                                                           |  |  |       |  |  |                              |  |  |                       |  |
|                                   |                           | Luisa Isabella di Kirchberg                | Giorgio, Langravio di Kirchberg, Conte di Sayn-Hachenburg |  |  |       |  |  |                              |  |  |                       |  |
|                                   |                           | Luisa Isabella di Kirchberg                | Giorgio, Langravio di Kirchberg, Conte di Sayn-Hachenburg |  |  |       |  |  |                              |  |  |                       |  |
|                                   |                           | Luisa Isabella di Kirchberg                | Elisabetta Augusta Reuss di Greiz                         |  |  |       |  |  |                              |  |  |                       |  |
| Arciduchessa Matilde d'Austria    |                           | Luisa Isabella di Kirchberg                |                                                           |  |  |       |  |  |                              |  |  |                       |  |
|                                   | Massimiliano I di Baviera | Federico Michele di Zweibrücken-Birkenfeld |                                                           |  |  |       |  |  |                              |  |  |                       |  |
|                                   | Massimiliano I di Baviera | Federico Michele di Zweibrücken-Birkenfeld |                                                           |  |  |       |  |  |                              |  |  |                       |  |
|                                   | Massimiliano I di Baviera | Maria Francesca del Palatinato-Sulzbach    |                                                           |  |  |       |  |  |                              |  |  |                       |  |
| Luigi I di Baviera                | Massimiliano I di Baviera |                                            |                                                           |  |  |       |  |  |                              |  |  |                       |  |
|                                   |                           | Augusta Guglielmina d'Assia-Darmstadt      | Giorgio Guglielmo d'Assia-Darmstadt                       |  |  |       |  |  |                              |  |  |                       |  |
|                                   |                           | Augusta Guglielmina d'Assia-Darmstadt      | Giorgio Guglielmo d'Assia-Darmstadt                       |  |  |       |  |  |                              |  |  |                       |  |
|                                   |                           | Augusta Guglielmina d'Assia-Darmstadt      | Maria Luisa Albertina di Leiningen-Dagsburg-Falkenburg    |  |  |       |  |  |                              |  |  |                       |  |
| Ildegarda di Baviera              |                           | Augusta Guglielmina d'Assia-Darmstadt      |                                                           |  |  |       |  |  |                              |  |  |                       |  |
|                                   |                           | Federico di Sassonia-Altenburg             | Ernesto Federico III di Sassonia-Hildburghausen           |  |  |       |  |  |                              |  |  |                       |  |
|                                   |                           | Federico di Sassonia-Altenburg             | Ernesto Federico III di Sassonia-Hildburghausen           |  |  |       |  |  |                              |  |  |                       |  |
|                                   |                           | Federico di Sassonia-Altenburg             | Ernestina Augusta di Sassonia-Weimar                      |  |  |       |  |  |                              |  |  |                       |  |
| Teresa di Sassonia-Hildburghausen |                           | Federico di Sassonia-Altenburg             |                                                           |  |  |       |  |  |                              |  |  |                       |  |
|                                   |                           | Carlotta Giorgina di Meclemburgo-Strelitz  | Carlo II di Meclemburgo-Strelitz                          |  |  |       |  |  |                              |  |  |                       |  |
|                                   |                           | Carlotta Giorgina di Meclemburgo-Strelitz  | Carlo II di Meclemburgo-Strelitz                          |  |  |       |  |  |                              |  |  |                       |  |
|                                   |                           | Carlotta Giorgina di Meclemburgo-Strelitz  | Federica d'Assia-Darmstadt                                |  |  |       |  |  |                              |  |  |                       |  |
|                                   |                           | Carlotta Giorgina di Meclemburgo-Strelitz  |                                                           |  |  |       |  |  |                              |  |  |                       |  |